# Infectiekracht
Infectiekracht (aangeduid met λ) is een term uit de epidemiologie die het tempo aangeeft waarmee een persoon die vatbaar is voor de betreffende besmettelijke ziekte, besmet wordt.
{\displaystyle \lambda ={\frac {\mbox{aantal nieuwe besmettingen}}{{\mbox{aantal blootgestelde vatbare personen}}\times {\mbox{gemiddelde blootstellingsduur}}}}}
Omdat deze gegevens niet altijd voorhanden zijn, kan λ niet altijd uitgerekend worden. Een vereenvoudiging bestaat er in te veronderstellen dat een ziekte zich in een endemisch evenwicht bevindt in een populatie met een rechthoekige bevolkingspiramide (zoals in de industrielanden).; dan is {\displaystyle \lambda ={\frac {1}{A}}} met A de gemiddelde infectieleeftijd.

## Verschilmetingen
Doordat λ een maat is voor vatbaarheid, is het begrip bruikbaar om het verschil in overdrachtssnelheid tussen verschillende bevolkingsgroepen onderling te vergelijken. Daarbij kan het gaan om verschillen bij één besmettelijke ziekte, of om verschillen tussen meerdere besmettelijke ziekten.

## Virus en bacterie
Er wordt ook wel gesproken van de infectiekracht van een virus of een ziekteverwekkende bacterie. Zo komt het voor dat de infectiekracht van zo'n bacterie afneemt, als er een bepaald enzym aan wordt onttrokken.
Dit moet niet verward worden met virulentie, dat een mate is van pathogeniciteit (ziektemakend vermogen). Infectiekracht gaat over vatbaarheid en aantal besmettingen, virulentie gaat over de mate van ziek (kunnen) maken ná besmetting.